# Vico Canavese
Vico Canavese é uma comuna italiana da região do Piemonte, província de Turim, com cerca de 901 habitantes. Estende-se por uma área de 32 km², tendo uma densidade populacional de 28 hab/km². Faz fronteira com Champorcher (AO), Pontboset (AO), Valprato Soana, Quincinetto, Traversella, Brosso, Trausella, Meugliano, Lessolo, Alice Superiore, Rueglio.

## Demografia
| Variação demográfica do município entre 1861 e 2011                               |
|                                                                                   |
| Fonte: Istituto Nazionale di Statistica (ISTAT) - Elaboração gráfica da Wikipedia |